# 진주 묘엄사지 삼층석탑
진주 묘엄사지 삼층석탑(晉州 妙嚴寺址 三層石塔)은 대한민국 경상남도 진주시 수곡면 묘엄사지에 남아있는 고려시대의 석탑이다. 대한민국의 보물 제379호로 지정되어 있다. 높이는 4.5미터이며 화강암으로 만들었다.
하층 기단은 일부가 파묻혀 구조가 분명하지 않으나 중석에는 우주(隅柱)와 탱주 1주(柱)가 있고 갑석 윗면은 경사져 있는데 중앙에 호형(弧形)과 각형(角形)의 괴임이 있다. 상층 기단 중석은 모두 4매의 판석으로 결구되었고 우주와 탱주 1주가 조각되었다. 특히 우주와 탱주는 폭이 넓어 중석 전체 폭의 거의 반을 차지하고 있다. 갑석(甲石)은 2매의 판석으로 아래에는 부연(附椽)이, 위에는 2단의 괴임이 있다. 탑신부는 옥신석과 옥개석이 각각 딴 돌로, 옥신석에는 각 층마다 우주형이 모각(模刻)되었으며 특히 초층 옥신 양면에는 방광문 내에 창살이 있는 두 짝의 문비(門扉)와 고리가 양각되어 있다. 옥개석은 상당히 두터운 편으로 1·2층은 받침이 4단이며 3층은 3단이다. 처마선은 위아래가 모두 수평을 이루나 네 귀에서 완만하게 솟아 있으며, 낙수면은 급한 경사를 이루고 있다. 상륜부는 모두 없어졌다. 이 석탑은 각 부분의 재료가 두터워 둔중한 느낌을 주며 기단부와 탑신부와의 비례도 조형상 불균형을 보이고 있다.

## 개요
옛 절터에 남아있는 고려시대의 석탑이다. 2단의 기단(基壇) 위에 세워진 삼층석탑으로 아래층 기단은 현재 땅 속에 파묻혀 있어 그 구조를 명확하게 알 수 없다.
위층 기단은 각 면 모서리와 중앙에 폭이 넓은 기둥이 새겨져 있다. 그 위로 기단(基壇)의 맨윗돌을 얹었으며, 한가운데 2단의 괴임을 깎아내 탑신(塔身)을 받치게 하였다.
탑신은 몸돌과 지붕돌이 층마다 한 돌로 되어 있다. 1층 몸돌은 지나치게 높고, 2층부터는 급격히 줄어들어 균형과 안정감을 잃었다. 몸돌에는 기단에서와 같이 폭이 넓은 모서리기둥을 새겼는데, 1층의 서쪽 면에는 창살이 있는 두 짝의 문 모양과 고리가 얇게 새겨져 있다. 지붕돌은 넓이에 비하여 두꺼운 편이며, 밑면의 받침은 1·2층이 4단씩이고 3층은 3단으로 줄어서 지붕이 더욱 두껍고 경사가 급해 보인다. 처마의 선은 위아래가 모두 수평을 이루다가 네 귀퉁이 끝에서 약간 들려있다. 탑의 꼭대기에는 머리 장식을 받치는 노반(露盤)만 남아 있다.
기단 일부가 파묻히고 부서져 있으나 보존 상태는 비교적 좋은 편이고, 신라 석탑의 전형양식에서 벗어나는 경향이 뚜렷하다. 상하의 균형을 잃어 거친 느낌이며 각 부의 짜임새나 제작수법도 둔화되었다. 만들어진 연대는 고려 중기 이후로 짐작되는데 이 시기의 석탑으로는 시대성을 잘 나타내고 있다.

## 갤러리

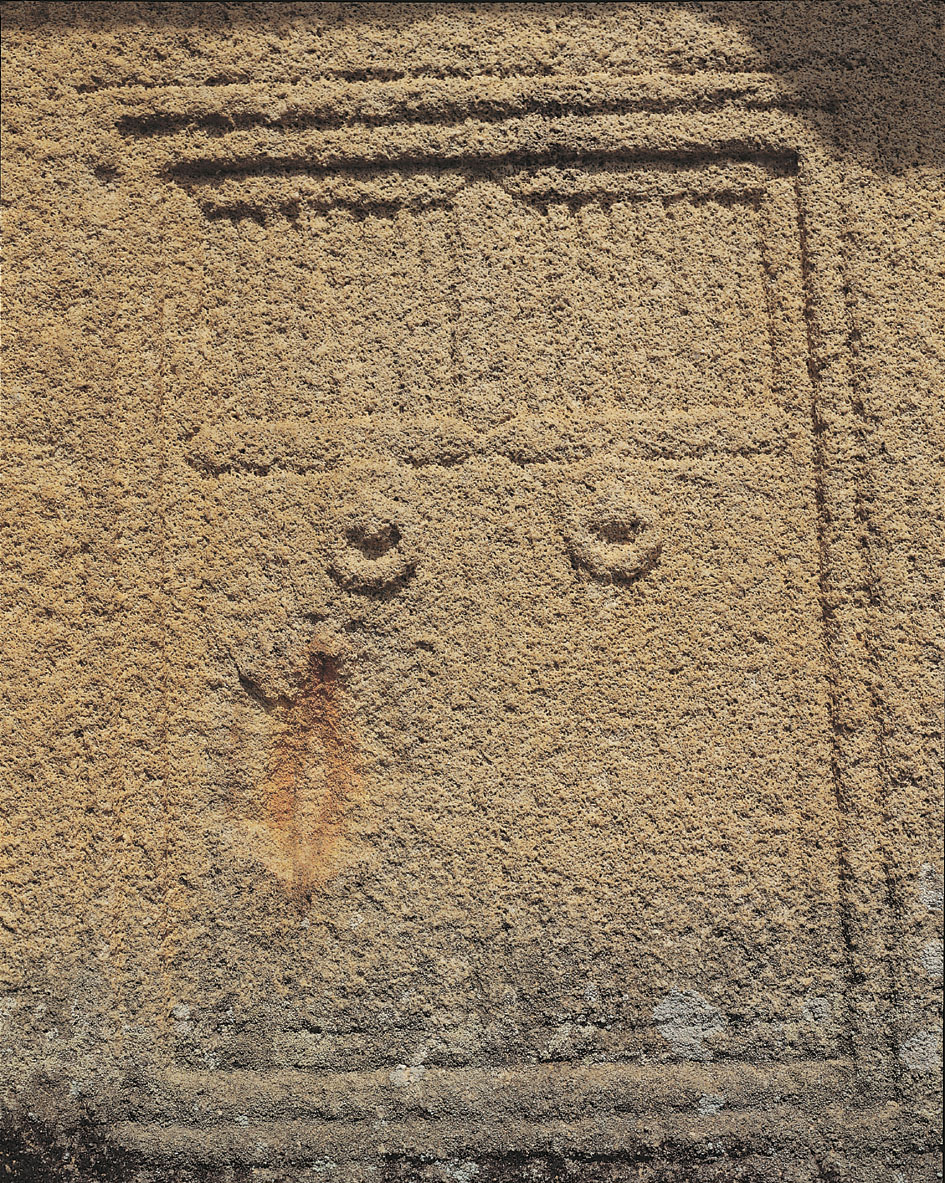
1층탑신 방광문과 창살
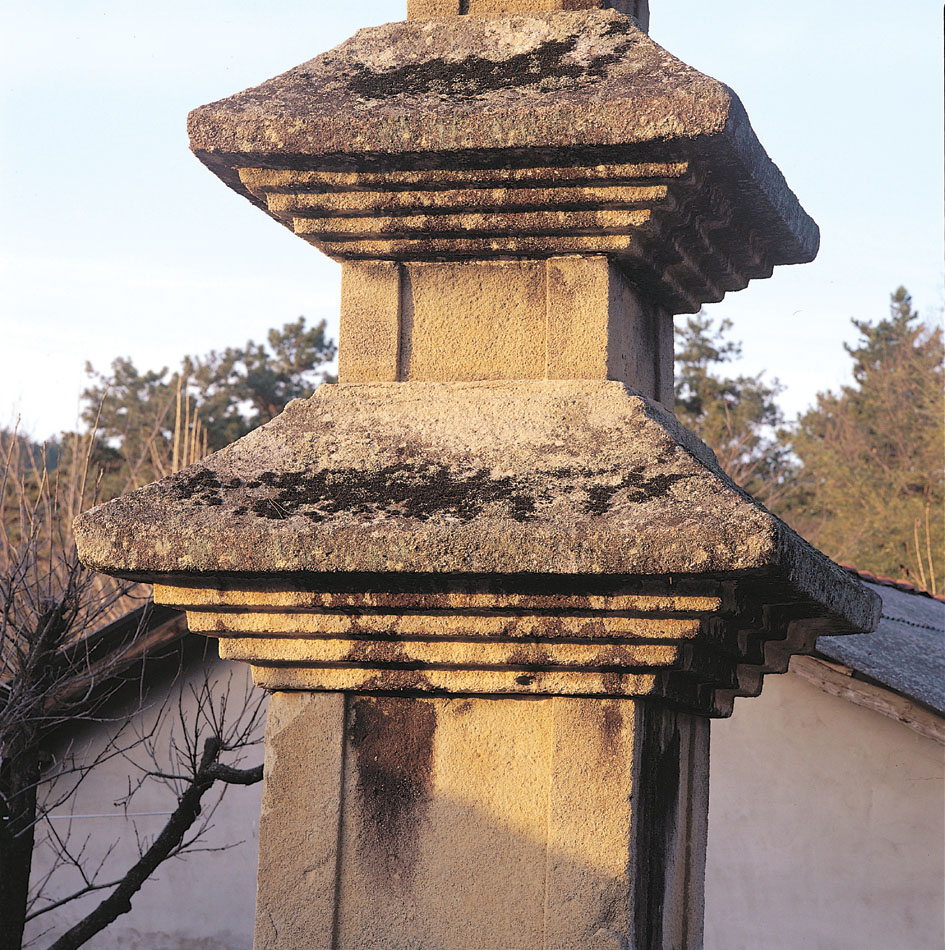
옥개석 세부
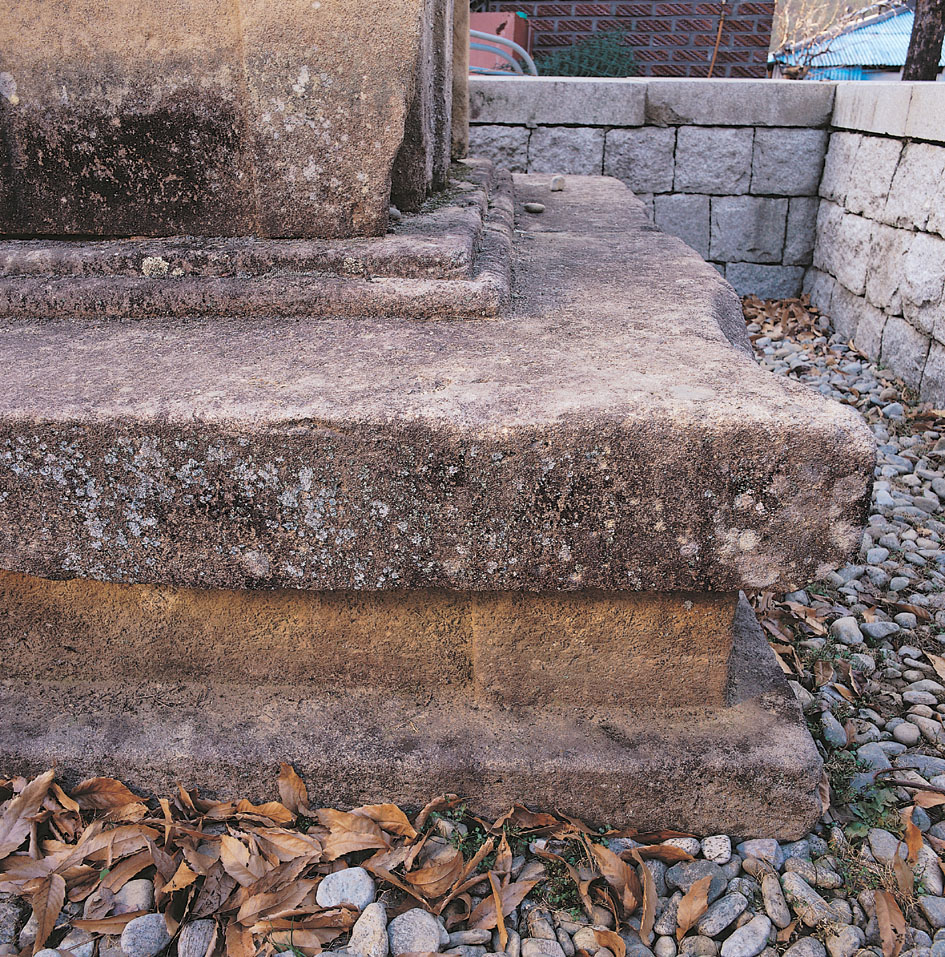
하층기단부와 상층기단 괴임
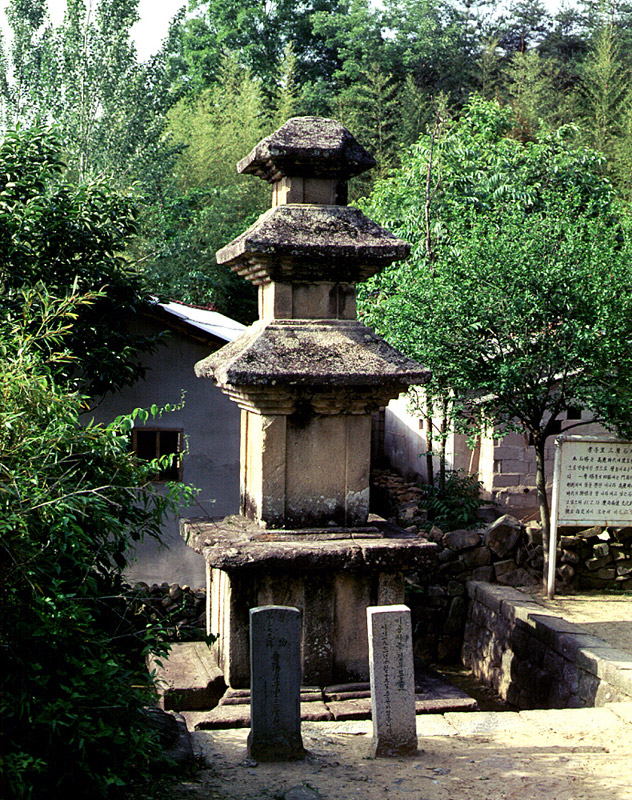
진주 묘엄사지 삼층석탑
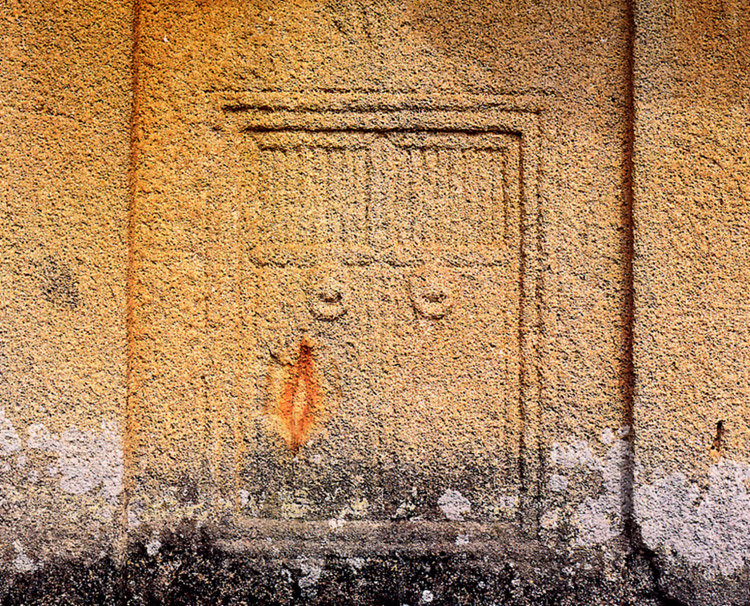
진주 묘엄사지 삼층석탑
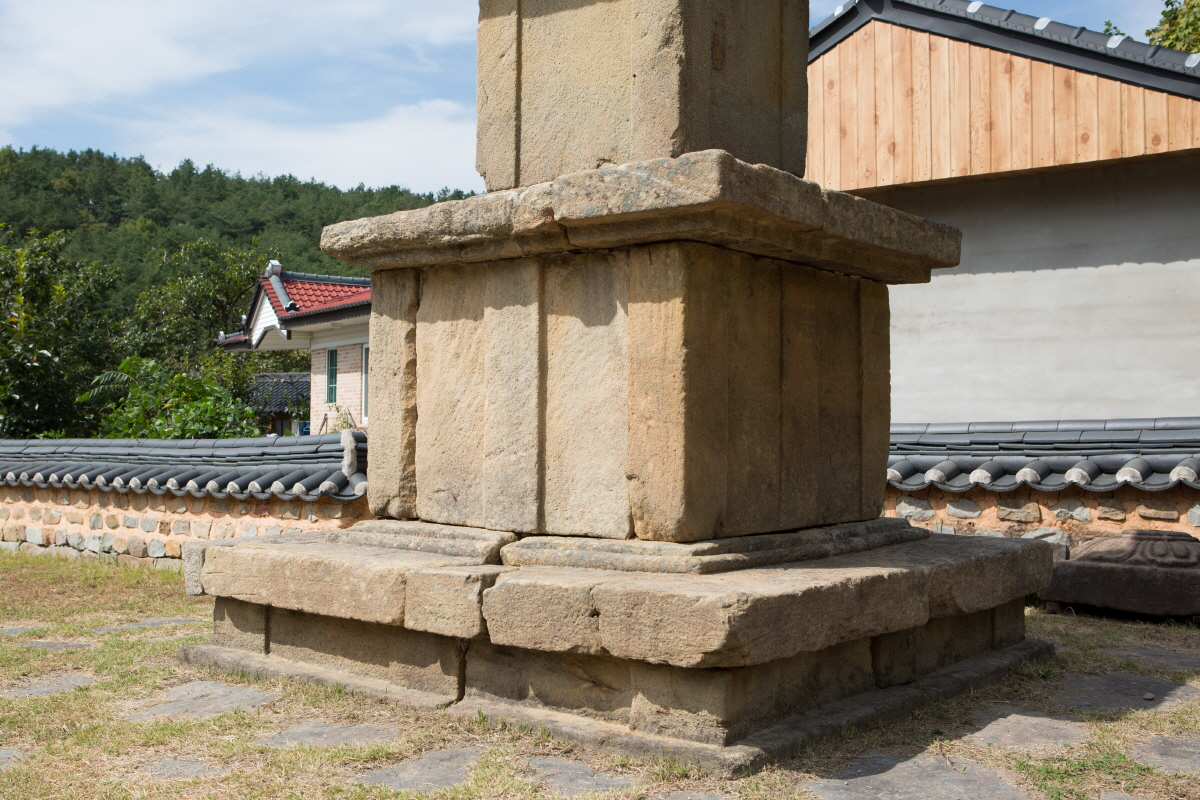
기단
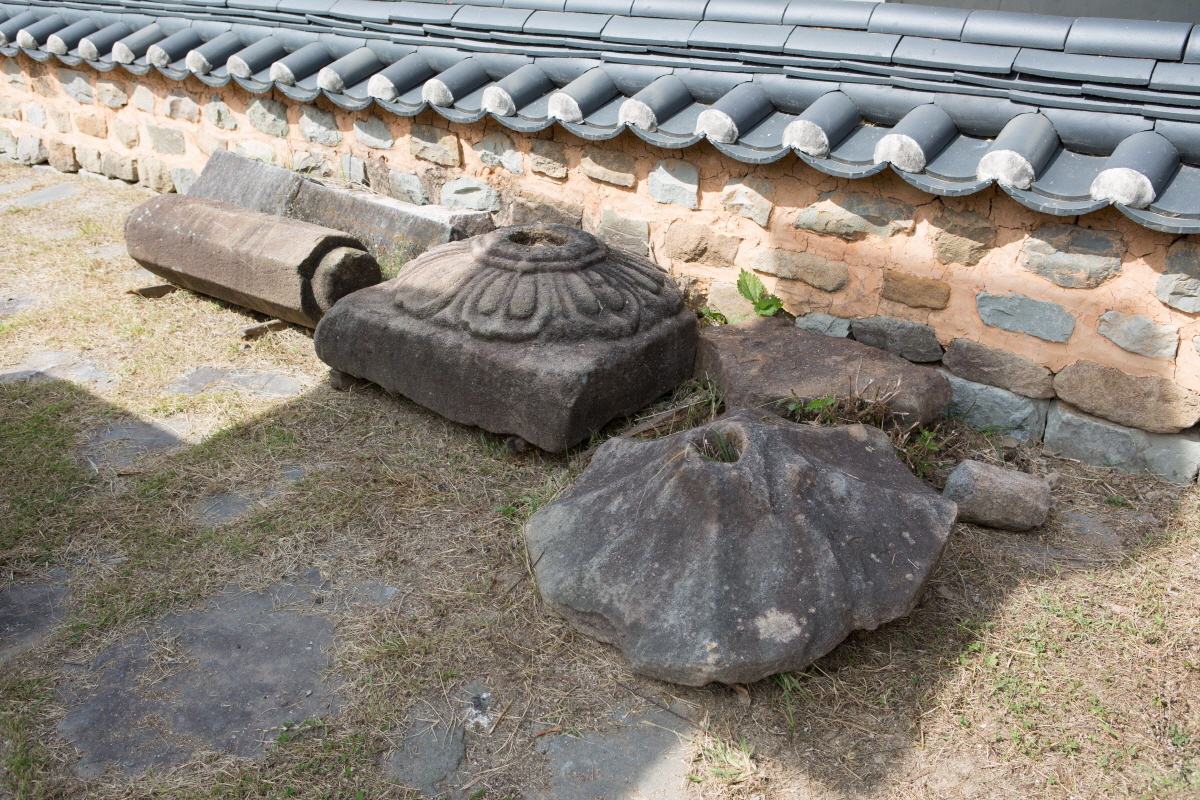
와편
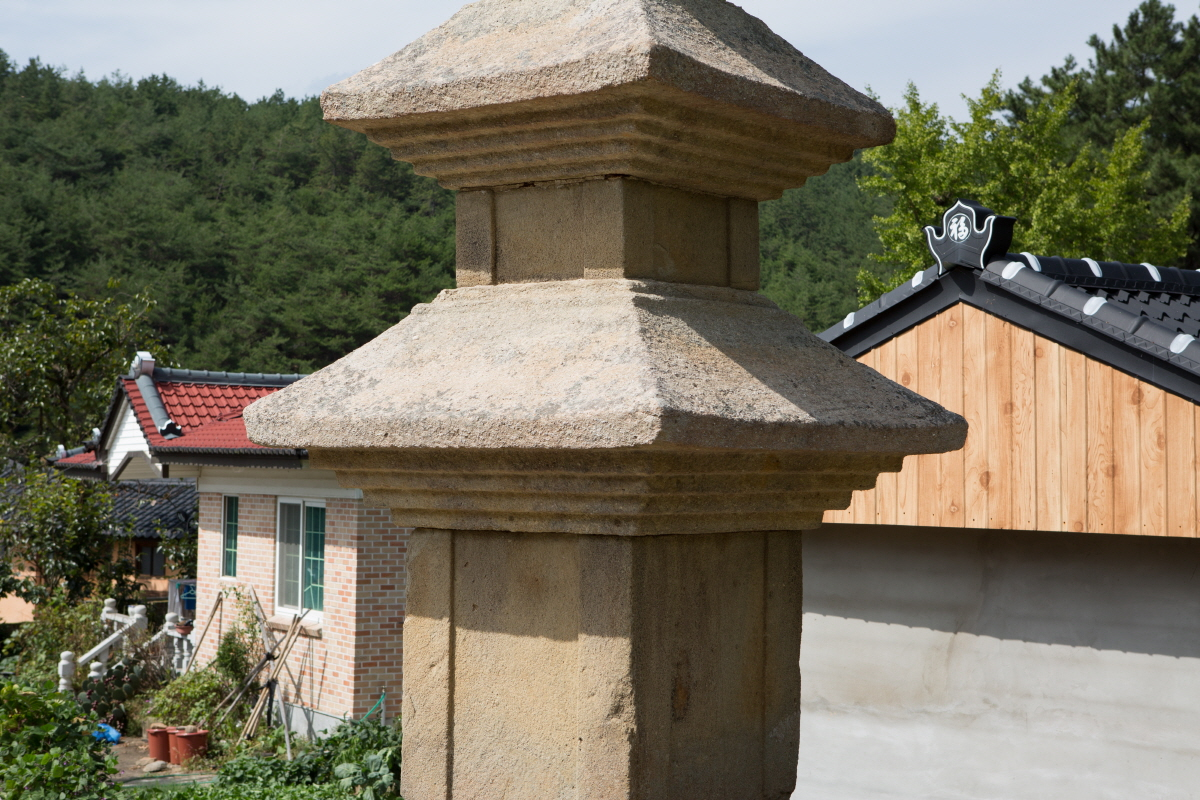
우주 및 전각
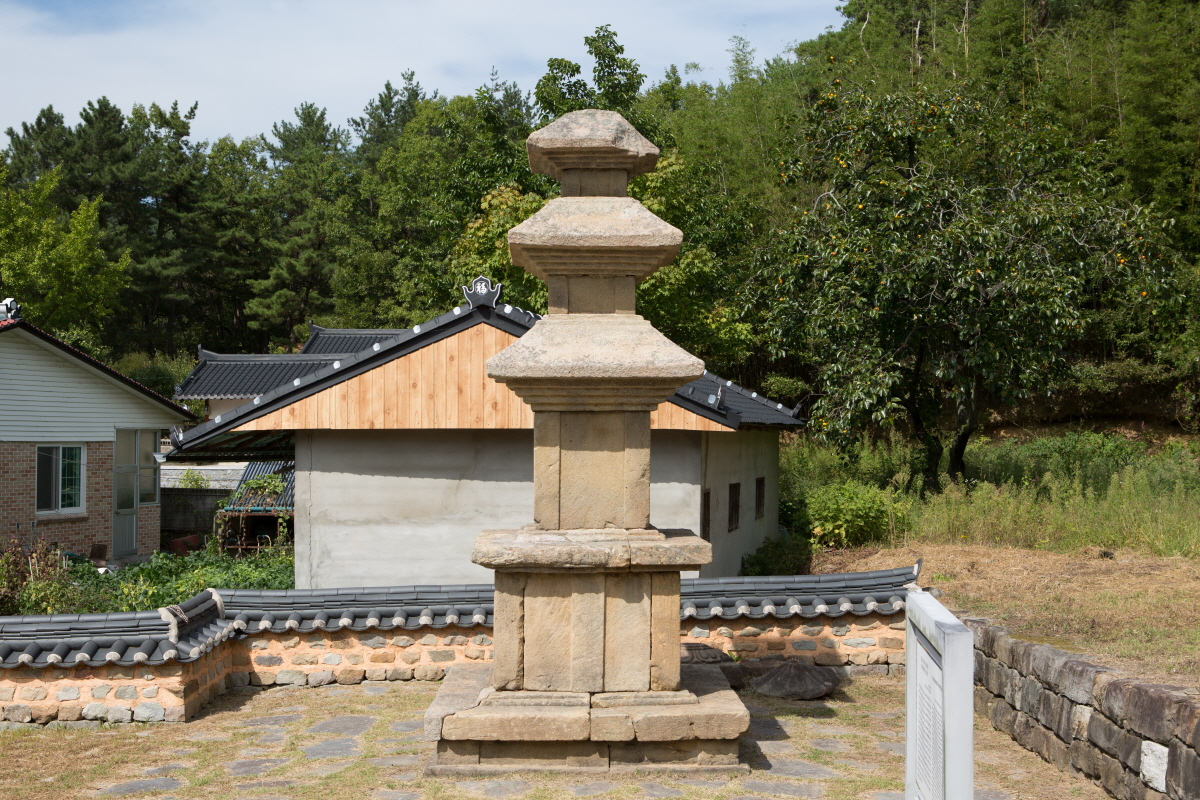
우측면
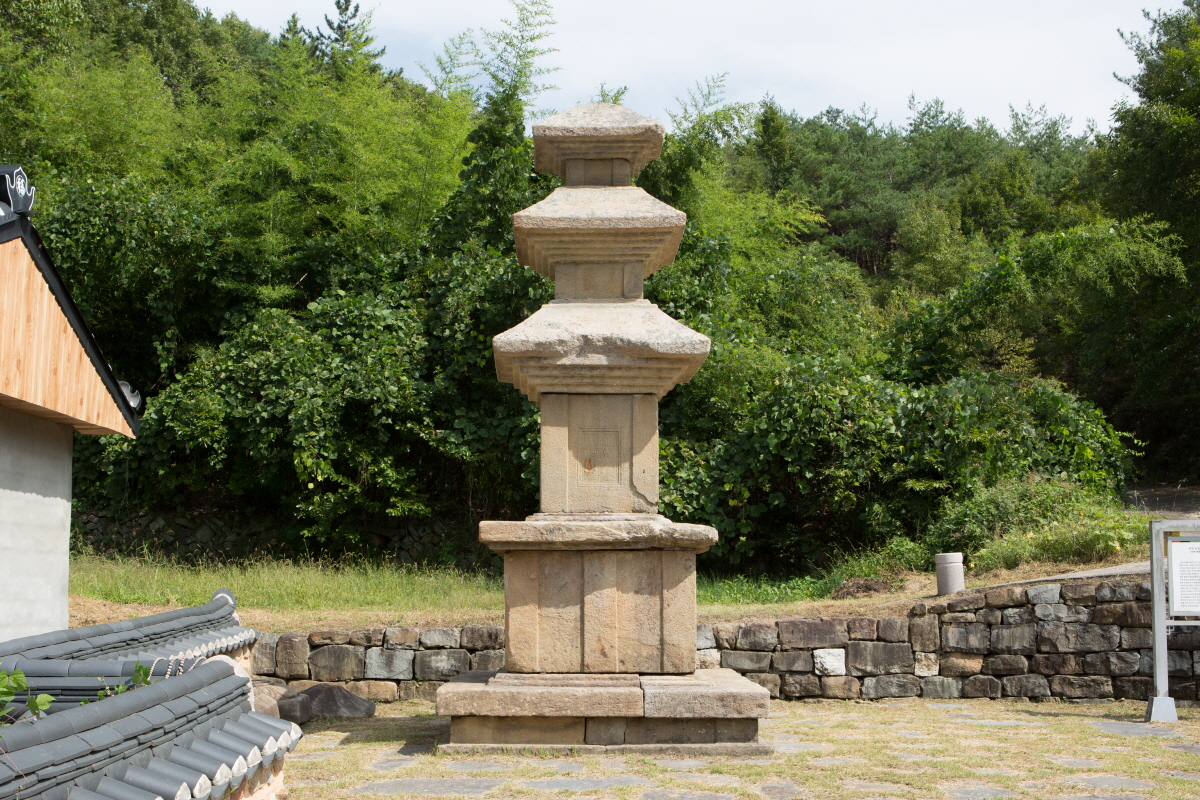
전면
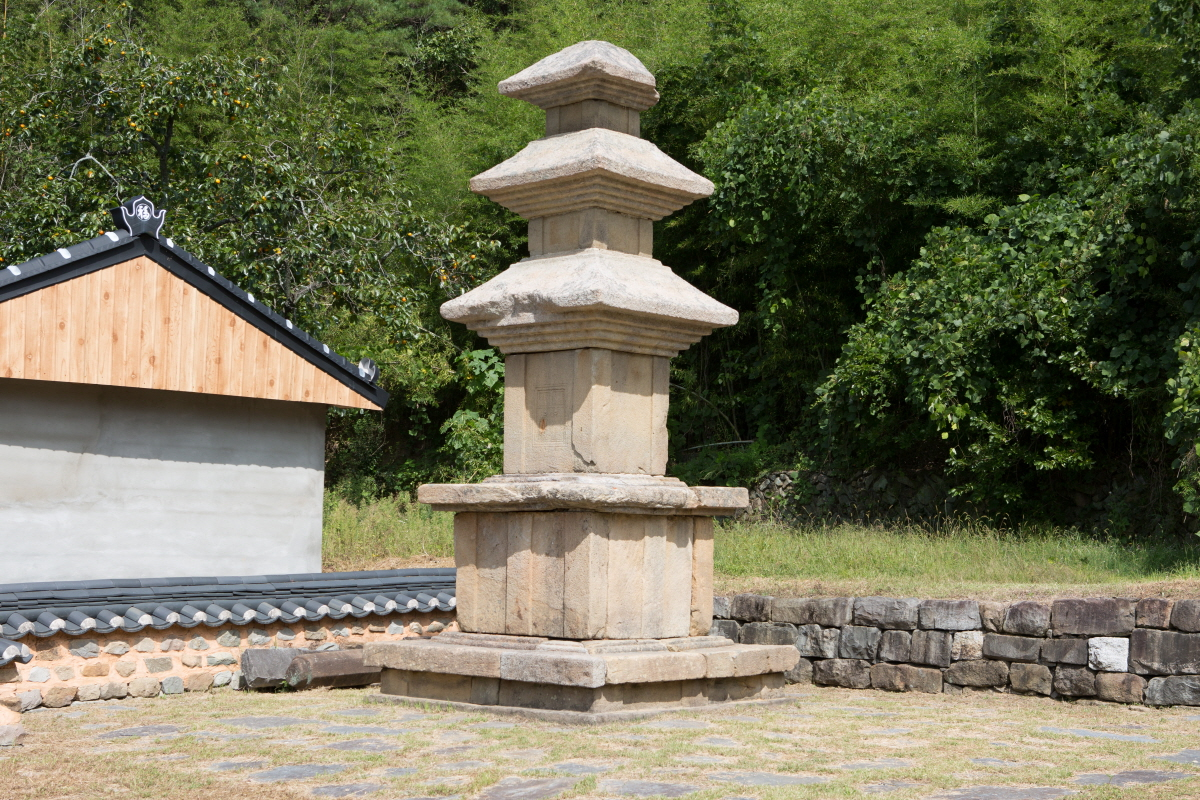
측면
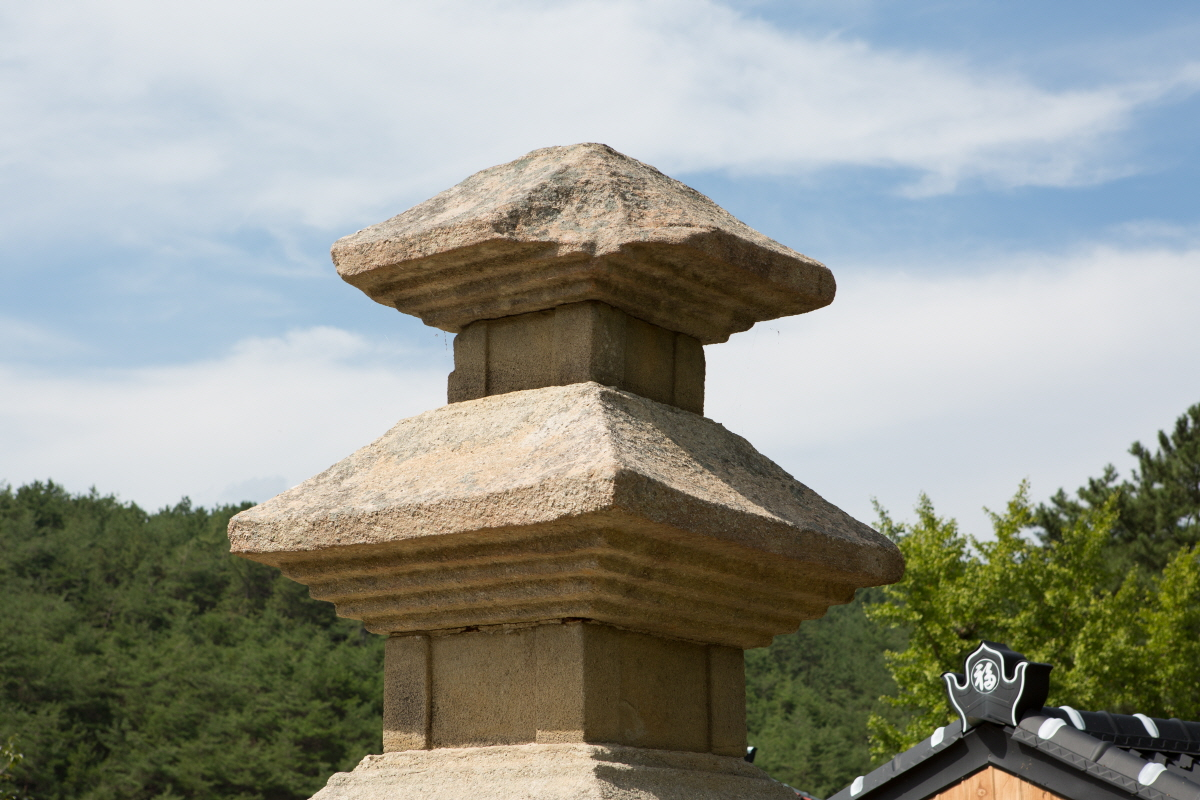
탑신부
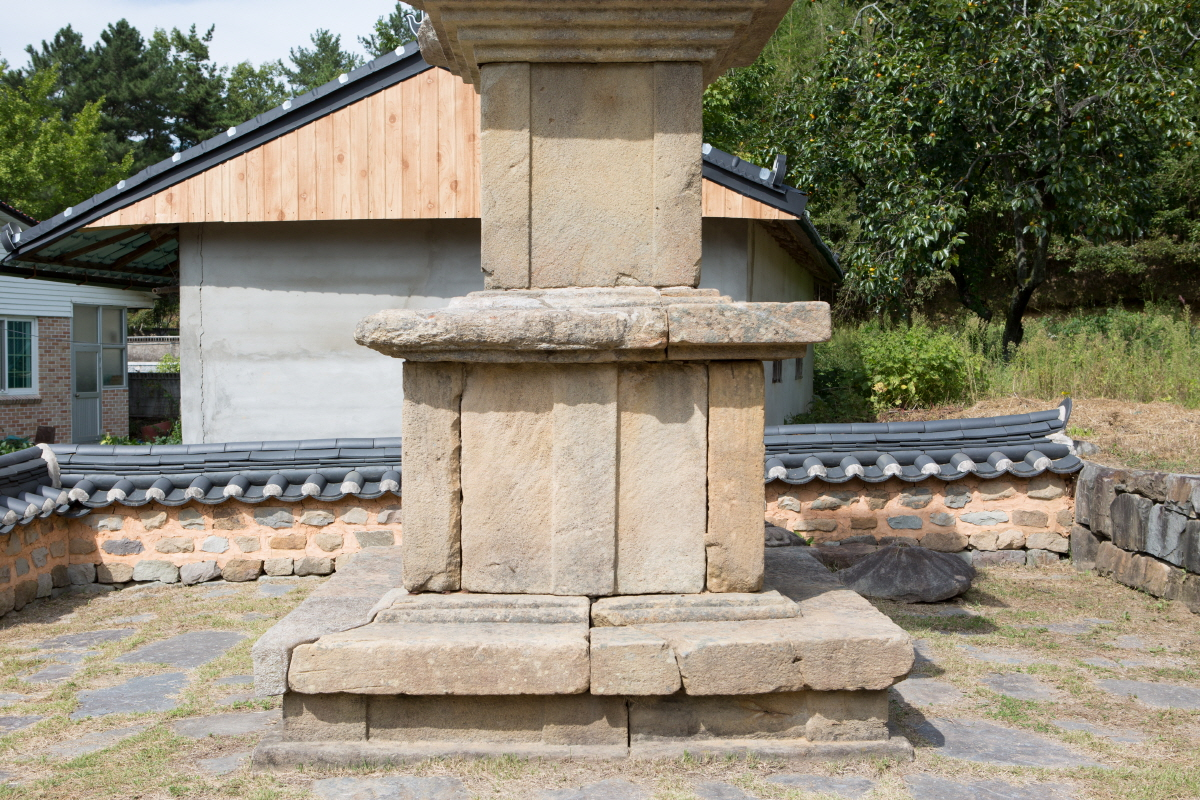
하대

## 참고 문헌
- 진주 묘엄사지 삼층석탑 - 국가유산청 국가유산포털
- 이 문서에는 다음커뮤니케이션(현 카카오)에서 GFDL 또는 CC-SA 라이선스로 배포한 글로벌 세계대백과사전의 내용을 기초로 작성된 글이 포함되어 있습니다.